# 상현중학교 (경기)
상현중학교(上峴中學校)는 대한민국 경기도 용인시 수지구 상현동에 위치한 공립 중학교이다.

## 학교 연혁
- 2004년 1월 6일 : 상현중학교 설립인가
- 2004년 3월 1일 : 초대 김영규 교장 취임, 상현중학교 4학급 개교(완성학급 24학급)
- 2004년 3월 3일 : 제1회 입학식(44명)
- 2010년 2월 16일 : 경기도교육청 혁신학교 지정
- 2014년 3월 1일 : 경기도교육청 재지정 혁신학교
- 2022년 3월 1일 : 제7대 임정환 교장 취임
- 2024년 1월 5일 : 제20회 졸업식 296명(졸업생누계 2,910명)
- 2024년 3월 4일 : 제21회 입학식(10학급 280명)

## 참고 자료
- 상현중학교 - 한국교육학술정보원 학교알리미